# '71
'71 (títol original en anglès: '71) és una pel·lícula de llargmetratge britànica de 2014, del gènere de thriller històric, escrita per Gregory Burke i dirigida per Yann Demange. Ambientada a Irlanda del Nord, compta amb un repartiment d'actors com ara Jack O'Connell, Sean Harris, David Wilmot, Richard Dormer, Paul Anderson i Charlie Murphy. Emmarcat dins del conflicte nord-irlandès, narra la història d'un soldat britànic que l'any 1971, enmig d'un aldarull a Belfast, acaba separat de la seva unitat. La filmació de la pel·lícula començà l'abril de 2013 a Blackburn, i continuà a Sheffield, Leeds i Liverpool. La pel·lícula fou finançada pel British Film Institute, Film4, Creative Scotland i Screen Yorkshire. L'estrena tingué lloc en la secció de competició del 64è Festival Internacional de Cinema de Berlín, celebrat el febrer de 2014. La pel·lícula fou aclamada pels crítics, amb l'elogi particular dirigit cap a l'actuació de Jack O'Connell i la direcció de Yann Demange. S'ha doblat al català.
Gary Hook, un recluta nou de l'Exèrcit britànic, és enviat a Belfast l'any 1971, immers en els primers anys del conflicte nord-irlandès coneguts en anglès com a Troubles. Sota el lideratge inexperimentat del segon lloctinent Armitage, s'ordena desplegar el seu batalló en una àrea altament volàtil, en la que catòlics irlandesos, republicans irlandesos, protestants de l'Ulster i lleialistes de l'Ulster viuen porta amb porta. La unitat proporciona suport a la Royal Ulster Constabulary mentre inspecciona cases a la cerca d'armes de foc, quedant Hook molt impressionat pel tractament despectiu a dones i nens. Una multitud es reuneix per a protestar i provocar a les tropes britàniques que, encara que fortament armades, només poden respondre provant de fer enrere a la multitud.

## Repartiment
- Jack O'Connell com a Gary Hook
- Richard Dormer com a Eamon
- Charlie Murphy com a Brigid
- David Wilmot com a Boyle
- Sean Harris com a capità Sandy Browning
- Killian Scott com a James Quinn
- Sam Reid com a segon lloctinent Armitage
- Barry Keoghan com a Sean
- Paul Anderson com a sergent Leslie Lewis
- Jack Lowden com a Thompson («Thommo»)
- Martin McCann com a Paul Haggerty
- Babou Ceesay com a caporal
- Corey McKinley com a nen unionista
- Paul Popplewell com a caporal entrenant
- Amy Molloy com a mare de la casa assaltada
- Valene Kane com a Orla nena escupidora

## Premis
Després de rebre nou nominacions als Premis British Independent Film de 2014, assolí el guardó en la categoria de millor director.
El National Board of Review l'escollí com una de les 10 millors pel·lícules independents del 2015.
| Premi                           | Data de cerimònia | Categoria                                        | Destinataris               | Resultat  |
| ------------------------------- | ----------------- | ------------------------------------------------ | -------------------------- | --------- |
| Premis British Independent Film | 7 desembre 2014   | Millor pel·lícula independent britànica          | '71                        | Nominat   |
| Premis British Independent Film | 7 desembre 2014   | Millor director                                  | Yann Demange               | Guanyador |
| Premis British Independent Film | 7 desembre 2014   | Millor actor                                     | Jack O'Connell             | Nominat   |
| Premis British Independent Film | 7 desembre 2014   | Millor actor secundari                           | Sean Harris                | Nominat   |
| Premis British Independent Film | 7 desembre 2014   | Millor guió                                      | Gregory Burke              | Nominat   |
| Premis British Independent Film | 7 desembre 2014   | Millor consecució tècnica                        | Chris Wyatt (edició)       | Nominat   |
| Premis British Independent Film | 7 desembre 2014   | Millor consecució tècnica                        | Tat Radcliffe (fotografia) | Nominat   |
| Premis British Independent Film | 7 desembre 2014   | Millor consecució de producció                   | '71                        | Nominat   |
| Premis British Independent Film | 7 desembre 2014   | Premi Douglas Hickox al millor director debutant | Yann Demange               | Nominat   |